# 市長死す
「市長死す」（しちょうしす）は、松本清張の短編小説。『別冊小説新潮』1956年10月号に掲載、同年10月に短編集『顔』収録の1編として、講談社ロマン・ブックスより刊行された。
1959年・2012年にテレビドラマ化されている。

## あらすじ
九州のある小さな市の市長・田山与太郎は、市議会議員と秘書を連れ、陳情で上京したが、明日は地元に帰るという前の晩、議員たちを新国劇へと招待した。ところが、二幕目が開き寄席へ戻った市長は、しきりと考える風をみせ、ホテルへ戻るやいなや、急な用件で志摩川温泉へ行くと言い出し、議員と秘書を地元に帰してしまう。それから三・四日過ぎても市長は帰ってこなかった。地元紙が騒ぎかけた時、田山市長の転落死体が志摩川温泉で発見された。
醬油屋を営む若き市議会議員・笠木は、市長の奇妙な行動の裏に疑問を抱き、調査を始める。

## 書誌情報
- 顔（1956年10月、大日本雄弁会講談社ロマン・ブックス）
- 日本推理作家協会賞受賞作全集 9 顔（1995年5月12日、双葉文庫、ISBN 978-4-575-65808-8）

## テレビドラマ

### 1959年版
1959年1月28日（22:00-22:40）、日本テレビ系列の「スリラー劇場・夜のプリズム」第2回として放映。
キャスト
- 清水元
- 浮田左武郎
- 田口計
- 深見泰三

スタッフ
- 制作：日本テレビ

| 日本テレビ系 スリラー劇場・夜のプリズム | 日本テレビ系 スリラー劇場・夜のプリズム | 日本テレビ系 スリラー劇場・夜のプリズム |
| 前番組                                  | 番組名                                  | 次番組                                  |
| --------------------------------------- | --------------------------------------- | --------------------------------------- |
| 悪魔の小さな土地 （1959年1月21日）      | 市長死す （1959年1月28日）              | 消えた動機 （1959年2月4日）             |

### 2012年版
「松本清張没後20年特別企画・市長死す」。2012年4月3日（21:00 - 23:24）、フジテレビ系列にて放映。平均視聴率は14.0％（ビデオリサーチ調べ、関東地区）。
舞台は放送時と同じく2010年代とされ、主人公の笠木が田山の甥で花屋経営だったり、田山が死ぬ前に行ったのは観劇ではなく視察を兼ねたクラシックコンサートだったりと、設定にいくつかの変更がある。
キャスト
- 笠木公蔵：反町隆史 （花屋を営む市議会議員。市長の甥）（幼年期；田中奏生→少年期；平岡拓真）
- 藤島芳子：木村多江 （市長の元恋人）
- 浜本繁雄：石黒賢（旅館「臨碧楼」支配人）
- 笠木みゆき：白石美帆（笠木の妻）
- 矢崎すすむ：春海四方（市長の秘書）
- 松本三郎：近江谷太朗（市議会議長）
- 笠木浩美：兎本有紀（市長の妹〈笠木の母〉）
- 加藤警部補：佐藤誓
- 田山明子：おぐりちえこ（市長の妻。病死）
- 佐和：（仲居）
- 警部補の部下：高嶋寛
- 紀藤総一郎：きたろう（ホール館長）
- 島津：酒井敏也（電気店主）
- 望月：京本政樹（赤坂の日本料理屋「桜良」板前） ※友情出演
- 黒崎：升毅（釣り人）
- 竹井洋介：佐久間哲（釣り人）
- 署長：山崎大輔
- 釣り人：斉藤直樹
- フロント：サンヨウコ
- レポーター：市川円香
- 藤関商事の経理部長：福井謙二
- 手塚スミ子：倍賞美津子（家政婦）
- 田山与太郎：イッセー尾形（横川市 市長）
- 村岡希美、原田文明、山崎画大、藤本涼、高橋修、小田桐一、小野健太郎、加藤裕、野口卓磨、内田尋子、山村一夫、山田あさこ ほか

スタッフ
- 脚本：樫田正剛
- 演出：西浦正記（フジクリエイティブコーポレーション）
- 編成企画：水野綾子（フジテレビ）
- プロデューサー：竹田浩子（フジクリエイティブコーポレーション）
- 技術協力：ビデオスタッフ、ブル
- 照明協力：ザ・ホライズン
- 企画協力：ナック・菊地実
- 撮影協力：湯谷温泉（愛知県）、富士市、成田市議会、鴻巣市、川根本町まちづくり観光協会[1]、大井川鐵道 ほか
- 制作：フジテレビ
- 制作著作：フジクリエイティブコーポレーション